# Jan Dziaduski
Jan Dziaduski herbu Jelita (ur. 1496, zm. 28 lipca 1559) – biskup margaryteński 1540, biskup kamieniecki 1542, chełmski 1543, przemyski 1545, sufragan włocławski 1540-1543.

## Życiorys
Urodził się około 1496 w rodzinie szlacheckiej jako syn Mikołaja, właściciela Kraśnicy i Maliszyc w Opoczyńskiem, oraz Katarzyny z Drzewic, córki Jakuba, kasztelana żarnowskiego. Jego braćmi był Jakub Dziaduski i Stanisław Dziaduski, starosta koniński.

Od 1513 studiował na Akademii Krakowskiej, od 1519 w Bolonii, gdzie uzyskał doktorat obojga praw oraz około 1524 w Rzymie.
Według encyklopedycznych opracowań po studiach został sekretarzem królewskim Zygmunta Starego. Jedna wykazy tych urzędników nie rejestrują go w swoim gronie.
W trakcie studiów krakowskich został kanonikiem kapituły włocławskiej, następnie uzyskał tamże archidiakonat. W 1535 został plebanem w Cielącu. W latach 1537–1541 był kanonikiem kapituły poznańskiej, z której zrezygnował na rzecz brata Jakuba. Posiadał także prepozytutę kruszwicką, a także archidiakonię w kapitule łowickiej i prepozyturę kielecką.
Wybrany przez kapitułę na sufragana włocławskiego po śmierci Aleksandra Myszczyńskiego. Prowizję papieską uzyskał 1 XII 1540 na tytularne biskupstwo margaryteńskie wraz z zezwoleniemna sprawowanie funkcji pontyfikalnych w diecezji włocławskiej. Biskupem  sufraganem pozostał do 1543.
31 V 1542 uzyskał awans na stolicę biskupią w Kamieńcu Podolskim, jednak jej nigdy nie objął. Pozostał nadal w diecezji włocławskiej, gdzie poświadczony jest z tytułem  nominata kamienieckiego i sufragana włocławskiego. Zapewne zamierzał działać do momentu otrzymania bulli translacyjnej.
30 III 1453 bullą papieską został przeniesiony na biskupstwo chełmskie. Zachowały się ślady jego działalności jako pasterza tej diecezji. W 1544 był brany pod uwagę jako kandydat na biskupa poznańskiego.
8 V 1545 został przeniesiony na biskupstwo przemyskie. W diecezji przeprowadził szereg reform. Zwołał kilka synodów diecezjalnych (1546, 1547, 1550, 1554, może także w 1557), ustanawiał nowe parafie, uporządkował dobra biskupie, własnym sumptem budował katedrę i wyposażył w paramenty kościelne. Troszczył się o podniesienie poziomu kaznodziejstwa i rozwój kultu Najświętszego sakramentu. Wystawił zamek w Radymnie i dwór w Piotrkowie. Próbował przeciwstawić się reformacji, zwalczał kalwinizm i luteranizm. W 1547 wytoczył proces kanoniczny Stanisławowi Orzechowskiemu, głośnemu pisarzowi i krytykowi w owych czasach. W  1547 obłożył również klątwę biskupią właściciela Rymanowa kasztelana sanockiego Zbigniewa Sienieńskiego o zabór kościoła katolickiego w Króliku Polskim i zamienienia świątyni na zbór kalwiński a w roku 1559 Hieronima Stano.
Brał udział w synodach prowincjonalnych i obradach sejmu.
Jan Dzieduski zmarł 28 VII 1559 roku Brzozowie, pochowany został w przemyskiej katedrze, gdzie znajduje się jego nagrobek z czerwonego marmuru dłuta Padovano.